# Michael Curry
Pour les articles homonymes, voir Curry (homonymie).
Michael Curry, né le 22 août 1968 à Anniston dans l'Alabama est un entraîneur et ancien joueur de basket-ball.
En 1995, il évolue en France sous les couleurs du Pitch Cholet.Curry a été joueur de basket-ball pour les Pistons de Détroit de 1998 à 2003, puis entraîneur-adjoint. 
Il obtient un contrat de 3 ans avec les Pistons de Détroit en juin 2008 pour remplacer Flip Saunders. Il est renvoyé par le general manager Joe Dumars dès la fin de sa première saison, à la suite d'une mauvaise saison 2008-2009 où les Pistons sont battus au premier tour des playoffs.